# Serie B 2022-2023 (rugby a 15)
Il campionato di Serie B di rugby a 15 2022-2023 fu la ventesima edizione e rappresenta il terzo livello del campionato nazionale italiano maschile di rugby a 15.  
L'organico della precedente stagione impoverito dalle promozioni in Serie A di CUS Milano, Parma, Patavium e Primavera e dall'assenza di retrocessioni dalla stessa Serie A, accoglie le compagini promosse dalla Serie C al termine della stagione precedente ovvero Botticino, Feltre, Firenze 1931, LA Rugby L’Aquila, U.R. San Benedetto e Savona.
A completamento degli organici si registrano i ripescaggi in Serie A di Avezzano e Livorno. Inoltre Valsugana rinuncia ad iscrivere la propria squadra cadetta. Per raggiungere quindi il numero di 44 compagini previste si rende necessario il ripescaggio dalla Serie C di ulteriori tre squadre ovvero Novara, Olbia e San Marco Venezia Mestre.
A calendari definiti si registrano i ritiri nel girone 4 di Partenope e Ragusa a cui si corre ai riapri con il ripescaggio dell'Arechi ed il girone ridotto a 10 squadre. La successiva ammissione dell'Villa Pamphili in Serie A viene colmata con l'ulteriore ripescaggio della squadra cadetta della Capitolina.

## Regolamento
Il torneo prevedeva la suddivisione in quattro gironi su base territoriale, composti da undici squadre ciascuno, con il girone 4 successivamente ridotto a sole 10 compagini.
Al termine della stagione regolare la prima classificata di ogni girone è promossa in Serie A, mentre le ultime di ogni girone sono retrocesse in Serie C.

## Squadre partecipanti

### Girone 1
- Amatori&Union
- Bergamo
- Amatori Capoterra
- Ivrea
- Lecco
- Monferrato
- Novara
- Olbia
- Piacenza
- Savona
- Varese

### Girone 2
- Bologna
- CUS Siena
- Firenze 1931
- Florentia
- Highlanders Formigine
- Imola
- Jesi '70
- Lions Amaranto
- Modena
- U.R. San Benedetto
- Viadana A

### Girone 3
- Botticino
- Brescia
- Castellana
- CUS Padova
- Feltre
- Franciacorta
- Mirano
- Mogliano A
- San Donà
- San Marco Venezia Mestre
- Villorba

### Girone 4
- Arechi
- Benevento
- Capitolina A
- CUS Catania
- Frascati Rugby Club
- LA Rugby L’Aquila
- Messina
- Paganica
- Rugby Roma
- US Roma

## Classifiche[1][2]

### Girone 1
| Pos | Squadra           | G  | V  | N | P  | PF  | PS  | DP   | BMP | Pt |
| --- | ----------------- | -- | -- | - | -- | --- | --- | ---- | --- | -- |
| 1   | Monferrato        | 20 | 18 | 0 | 2  | 778 | 190 | +588 | 16  | 88 |
| 2   | Amatori&Union     | 20 | 17 | 0 | 3  | 698 | 243 | +455 | 15  | 83 |
| 3   | Lecco             | 19 | 15 | 0 | 4  | 654 | 211 | +443 | 12  | 72 |
| 4   | Bergamo           | 20 | 13 | 1 | 6  | 840 | 333 | +507 | 14  | 68 |
| 5   | Amatori Capoterra | 19 | 13 | 0 | 6  | 509 | 362 | +147 | 11  | 63 |
| 6   | Piacenza          | 20 | 11 | 1 | 8  | 614 | 358 | +256 | 15  | 61 |
| 7   | Savona            | 20 | 6  | 0 | 14 | 299 | 595 | −296 | 8   | 32 |
| 8   | Ivrea             | 20 | 5  | 0 | 15 | 298 | 617 | −319 | 3   | 23 |
| 9   | Varese            | 20 | 4  | 0 | 16 | 230 | 683 | −453 | 5   | 21 |
| 10  | Novara            | 20 | 4  | 0 | 16 | 201 | 876 | −675 | 1   | 17 |
| 11  | Olbia             | 20 | 2  | 0 | 18 | 219 | 872 | −653 | 5   | 13 |

### Girone 2
| Pos | Squadra               | G  | V  | N | P  | PF  | PS  | DP   | BMP | Pt |
| --- | --------------------- | -- | -- | - | -- | --- | --- | ---- | --- | -- |
| 1   | Viadana A             | 20 | 19 | 1 | 0  | 860 | 186 | +674 | 16  | 94 |
| 2   | Florentia             | 20 | 17 | 1 | 2  | 765 | 255 | +510 | 16  | 86 |
| 3   | Modena                | 20 | 17 | 0 | 3  | 719 | 254 | +465 | 14  | 82 |
| 4   | Firenze 1931          | 20 | 12 | 0 | 8  | 594 | 270 | +324 | 16  | 64 |
| 5   | Bologna               | 20 | 13 | 0 | 7  | 529 | 368 | +161 | 11  | 63 |
| 6   | U.R. San Benedetto    | 20 | 6  | 0 | 14 | 366 | 605 | −239 | 7   | 31 |
| 7   | Jesi '70              | 20 | 6  | 1 | 13 | 281 | 620 | −339 | 5   | 31 |
| 8   | Lions Amaranto        | 20 | 6  | 0 | 14 | 338 | 583 | −245 | 6   | 30 |
| 9   | Highlanders Formigine | 20 | 5  | 1 | 14 | 246 | 696 | −450 | 3   | 25 |
| 10  | CUS Siena             | 20 | 3  | 0 | 17 | 276 | 633 | −357 | 10  | 22 |
| 11  | Imola                 | 20 | 4  | 0 | 16 | 289 | 793 | −504 | 6   | 22 |

#### Spareggio salvezza
| Campi Bisenzio 21 maggio 2023, ore 15:30 CEST | CUS Siena      | 31 – 17 | Imola | Campo sportivo San Donnino\| Arbitro: \| Rosella (Roma) \| |
| Arbitro:                                      | Rosella (Roma) |         |       |                                                            |

### Girone 3
| Pos | Squadra                  | G  | V  | N | P  | PF  | PS  | DP   | BMP | Pt |
| --- | ------------------------ | -- | -- | - | -- | --- | --- | ---- | --- | -- |
| 1   | Villorba                 | 20 | 15 | 1 | 4  | 553 | 272 | +281 | 12  | 74 |
| 2   | Feltre                   | 20 | 14 | 1 | 5  | 571 | 317 | +254 | 15  | 73 |
| 3   | Brescia                  | 20 | 15 | 0 | 5  | 482 | 311 | +171 | 12  | 72 |
| 4   | Mogliano A               | 20 | 15 | 0 | 5  | 561 | 439 | +122 | 11  | 71 |
| 5   | Franciacorta             | 20 | 13 | 0 | 7  | 557 | 348 | +209 | 14  | 66 |
| 6   | San Donà                 | 20 | 12 | 1 | 7  | 556 | 344 | +212 | 13  | 63 |
| 7   | Castellana               | 20 | 10 | 0 | 10 | 368 | 422 | −54  | 7   | 47 |
| 8   | Botticino                | 20 | 4  | 1 | 15 | 307 | 639 | −332 | 5   | 23 |
| 9   | CUS Padova               | 20 | 3  | 0 | 17 | 336 | 636 | −300 | 9   | 21 |
| 10  | San Marco Venezia Mestre | 20 | 4  | 0 | 16 | 331 | 650 | −319 | 5   | 21 |
| 11  | Mirano                   | 20 | 2  | 2 | 16 | 290 | 534 | −244 | 8   | 20 |

### Girone 4
| Pos | Squadra             | G  | V  | N | P  | PF  | PS  | DP   | BMP | Pt |
| --- | ------------------- | -- | -- | - | -- | --- | --- | ---- | --- | -- |
| 1   | Rugby Roma          | 18 | 15 | 1 | 2  | 645 | 215 | +430 | 13  | 75 |
| 2   | Paganica            | 18 | 13 | 0 | 5  | 426 | 318 | +108 | 8   | 60 |
| 3   | Capitolina A        | 18 | 12 | 0 | 6  | 467 | 362 | +105 | 12  | 60 |
| 4   | CUS Catania         | 18 | 11 | 1 | 6  | 457 | 336 | +121 | 11  | 57 |
| 5   | Frascati Rugby Club | 18 | 9  | 0 | 9  | 562 | 394 | +168 | 16  | 52 |
| 6   | LA Rugby L’Aquila   | 18 | 10 | 0 | 8  | 429 | 340 | +89  | 10  | 50 |
| 7   | US Roma             | 18 | 7  | 0 | 11 | 345 | 352 | −7   | 12  | 40 |
| 8   | Benevento           | 18 | 6  | 0 | 12 | 336 | 431 | −95  | 4   | 28 |
| 9   | Messina             | 18 | 6  | 0 | 12 | 292 | 629 | −337 | 4   | 28 |
| 10  | Arechi              | 18 | 0  | 0 | 18 | 182 | 764 | −582 | 1   | 1  |

## Verdetti
- Monferrato, Viadana A, Villorba, Rugby Roma: promosse in serie A 2023-24
- Olbia, Imola, Mirano, Arechi: retrocesse in serie C 2023-24